# Hortipes
Hortipes är ett släkte av spindlar.
Hortipes ingår i familjen flinkspindlar.

## Dottertaxa tillHortipes, i alfabetisk ordning[1]
- Hortipes abucoletus
- Hortipes aelurisiepae
- Hortipes alderweireldti
- Hortipes amphibolus
- Hortipes anansiodatus
- Hortipes angariopsis
- Hortipes arboricola
- Hortipes architelones
- Hortipes atalante
- Hortipes auriga
- Hortipes aurora
- Hortipes baerti
- Hortipes bjorni
- Hortipes bosmansi
- Hortipes calliblepharus
- Hortipes castor
- Hortipes centralis
- Hortipes chrysothemis
- Hortipes coccinatus
- Hortipes contubernalis
- Hortipes creber
- Hortipes cucurbita
- Hortipes delphinus
- Hortipes depravator
- Hortipes echo
- Hortipes exoptans
- Hortipes falcatus
- Hortipes fastigiensis
- Hortipes fortipes
- Hortipes griswoldi
- Hortipes hastatus
- Hortipes hesperoecius
- Hortipes hormigricola
- Hortipes horta
- Hortipes hyakutake
- Hortipes irimus
- Hortipes klumpkeae
- Hortipes lejeunei
- Hortipes leno
- Hortipes libidinosus
- Hortipes licnophorus
- Hortipes limicola
- Hortipes luytenae
- Hortipes machaeropolion
- Hortipes marginatus
- Hortipes merwei
- Hortipes mesembrinus
- Hortipes mulciber
- Hortipes narcissus
- Hortipes orchatocnemis
- Hortipes oronesiotes
- Hortipes ostiovolutus
- Hortipes paludigena
- Hortipes penthesileia
- Hortipes platnicki
- Hortipes pollux
- Hortipes puylaerti
- Hortipes robertus
- Hortipes rothorum
- Hortipes salticola
- Hortipes sceptrum
- Hortipes scharffi
- Hortipes schoemanae
- Hortipes silvarum
- Hortipes stoltzei
- Hortipes tarachodes
- Hortipes terminator
- Hortipes wimmertensi
- Hortipes zombaensis